# يوويري موسيفيني

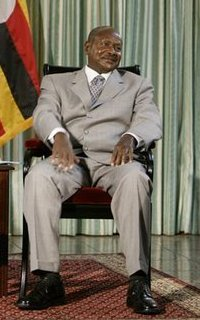
يوري موسيفيني

يوويري موسيفيني (بالإنجليزية: Yoweri Kaguta Museveni)‏ هو رئيس أوغندا منذ 29 كانون الثاني/يناير 1986. أُعلن في 16 يناير 2021 إعادة انتخابه لفترة رئاسية سادسة.

## نشاته

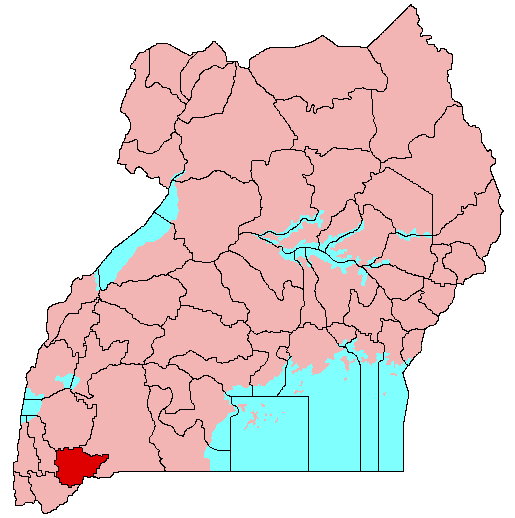
يوري موسيفيني وُلِد غالباً في رواندا ثم جاء إلى أوغندا مع والدته، وشب في نتونكامو في جنوب غرب أوغندا، مبينة بالأحمر.

ولد في عام1944 في مقاطعة مبارارا نتونكامو, محمية أوغندا وتخرج في مدرسة نتارا، مبارا (1961- 66)؛ حصل على بكالوريوس العلوم السياسية والاقتصاد والقانون، جامعة دار السلام، تنزانيا (1967- 70).

## تاريخه السياسي
عمل بجبهة تحرير موزمبيق وهو طالب جامعي؛ مساعد باحث بمكتب الرئيس (1971)؛ نُفي إلى تنزانيا وشارك في العمليات العسكرية ضد عيدي أمين؛ مؤسس جبهة الإنقاذ الوطني (1972) التي أسقطت عيدي أمين عام (1979)؛ وزير الدولة، ثم وزير الدفاع (1979)؛ وزير التعاون الإقليمي (1979- 80)؛ نائب رئيس اللجنة العسكرية؛ رئيس حركة أوغندا الوطنية (1980)؛ مؤسس حركة المقاومة الوطنية وجيش المقاومة الوطني (1981)؛ زعيم المقاومة الحربية ضد ميلتون أوبوتي (1981- 86)؛ نائب الرئيس (ديسمبر 1985)؛ رئيس حركة المقاومة الوطنية (حالياً)؛ رئيس القيادة العليا والقائد الأعلى لجيش المقاومة الوطني (حالياً)؛ رئيس الجمهورية ووزير الدفاع من 26/1/1986- إلى الآن)؛ رئيس منطقة التجارة التمييزية (1987- 88)؛ رئيس منظمة الوحدة الأفريقية (1992-93)، وهو من أبرز العاملين على إنشاء إمبراطورية التوتسي للهيمنة على وسط أفريقيا بمساندة الولايات المتحدة الأمريكية وإسرائيل.

## الفترة الثالثة (2006-2011)
في عام 2007، اشتركت قوات موسيفيني مع عملية حفظ السلام للاتحاد الأفريقي في الصومال. وبسبب الحرب بالوكالة في الصومال والتي خاضتها إثيوبيا وإرتريا، فقد أثار هذا التحرك رد فعل عدائي من جانب الحكومة الإرترية.
وثمة مسألة هامة أخرى في الفترة الثالثة لحكم موسيفني، هو قراره بفتح غابة مابرا لزراعة قصب السكر. بينما يدعي موسيفيني أن هذه الزراعات الجديدة تعتبر من الموارد الهامة لتنمية الاقتصاد الأوغندي، فقد حذر نشطاء البيئة عن ما يمكن أن ينتج من هذا من أضرار على المنظومة البيئية والتنوع البيولوجي. وأدت هذه التصريحات عن قيام أعمال شغب في 2007 راح ضحيتها شخصين.

### أعمال الشغب في سبتمبر 2009
في سبتمبر 2009 رفض موسفيني التصريح لكباكا مويندا موتبي، ملك بگاندا، لزيارة بعض الأماكن في كمپالا. حدثت أعمال شغب أسفرت عن مقتلا 40 شخص.

### أصولية مسيحية
قس 2009، أفادت الكثير من المصادر الإخبارية بأن تحقيقات جف شارلت الخاصة حول علاقة موسيفني العائلة (منظمة سياسية مسيحية) المنظمة الأصولية المسيحية الأمريكية (وتعرف أيضا باسم «العائلة»). صرح شارلت أن دوگلاس كوه، زعيم المنظمة، عرف موسيفيني بأنه «الرجل الرئيسي في أفريقيا».
قادة كندا، المملكة المتحدة، الولايات المتحدة، وفرنسا أعربت عن قلقها بشأن حقوق الإنسان في أوغندا. ونشرت للگارديان (البريطانية) تقريرا عن أن الرئيس موسيفيني «أظهر تأييده» للمساعي التشريعية، حول موضوعات أخرى، تدعي «أن المثليون الأوروبيون يجندون في أفريقيا»، وقال أن العلاقات المثلية ضد مشيئة الرب. وفي 2009 ظهرت الكثير من المحاولات لتشديد العقوبات على المثليين والقوانين المجرمة للمثلية الجنسية.

## الحياة الشخصية
متزوج وله 4 أبناء.

## نقد
بينما يعتبر المعارضون أن أسلوب موسيفيني في الحكم أصبح استبدادياً على نحو متزايد، وكان قادة أوربيون قد عرضوا على موسيفيني ترك الرئاسة قبيل الانتخابات الرئاسية السابقة في أوغندا 2005 مقابل تولي مناصب دولية، ما رفضه الرجل قائلا: بالنسبة لي فإن العمل في الأمم المتحدة سيكون إهانة، لا يمكن أن أعمل لحساب الأمم المتحدة، في حين أن أفريقيا ضعيفة، إنني أبحث عن قضية وليس عن وظيفة».

### التوريث
ثارت المعارضة الأوغندية ضد الرئيس موسيفيني بعدما قامت بتعيينه قائدا لوحدة الحرس الرئاسية، مما اعتبرته المعارضة إعدادا من الرئيس الأب لنجله النقيب كاينروجابا موهوزي لوراثة الرئاسة. وقال المتحدث باسم المعارضة حسين كيانجو «إنه يجعل الرئاسة الأوغندية شأناً ملكياً وبكل وضوح يعد نجله لخلافته»، وأضاف: «هناك بالفعل حالة غضب من قبل الأوغنديين بشأن عادة الرئيس وضع أقاربه في مواقع إستراتيجية، وإن ما فعله الرئيس موسيفيني يؤكد أسوأ المخاوف لدي الأوغنديين من أنه يتجه لجعل الرئاسة الأوغندية شأناً ملكياً ويعمل بوضوح على إعداد نجله لخلافته.
وفي رد يشبه مبررات كل الأنظمة الديكتاتورية رفض المتحدث باسم الجيش الانتقادات التي وجهتها المعارضة، وقال «إن موهوزي لم يتركب أي جريمة لكونه نجل الرئيس.. إنه فرد أوغندي له كل الحقوق كمواطن ومنها المنافسة على منصب الرئيس إذا رغب في ذلك، وأن قرار وضع لواء الحرس الرئاسي تحت قيادة وحدة القوات الخاصة التي يقودها موهوزي يأتي في إطار عملية إعادة ترتيب القوات المسلحة التي تجري حالياً».
وكان موسيفيني قد عين نجله موهوزي ـ 36 عاماً ـ رئيساً لوحدة قوات خاصة في 2008، حيث خضع لتدريبات عسكرية في بريطانيا وأمريكا، وتتولى الوحدة التي يرأسها مسئولية العمل على منع وقوع هجمات إرهابية في البلاد وتوفير الأمن في منطقة بحيرة ألبرت التي اكتشفت بها مخزونات نفطية هائلة.

## روابط خارجية
- يوويري موسيفيني على موقع IMDb (الإنجليزية)
- يوويري موسيفيني على موقع الموسوعة البريطانية (الإنجليزية)
- يوويري موسيفيني على موقع مونزينجر (الألمانية)
- يوويري موسيفيني على موقع إن إن دي بي (الإنجليزية)